# Posey
Posey o Sagwageri —Pèl verd— (Utah, 1863-1923) fou un cabdill ute que dirigí el darrer aixecament contra els EUA. Era cap dels witapunuche i membre per matrimoni, fill d'una paiute-navaho, dirigí una guerra contra els nord-americans el 1915. Ja el 1881 s'hagué d'enfrontar als colonitzadors nord-americans del Comtat de San Juan (Utah) fins al 1884. El 1915 matà un soldat nord-americà a la Bluff War per evitar l'arrest de Tsenegat, que havia mort un mexicà, i el 1923 es revoltà amb altres per defensar la terra. Fou emmetzinat amb farina.